# Eucera edwardsii
Eucera edwardsii är en biart som först beskrevs av Ezra Townsend Cresson 1878. Den ingår i släktet långhornsbin och familjen långtungebin. Inga underarter finns listade i Catalogue of Life.

## Beskrivning
Eucera edwardsii är ett bi med svart grundfärg, rödbruna fotleder och -klor samt vingbaser. Vingarna är rökfärgade, särskilt påtagligt hos honan, och med gråbruna ribbor som blir ber rödaktiga hos hanen. Hanen har labrum och clypeus helt gula. Båda könen har ett brett huvud med relativt lång tunga, samt tergit 1 klädd med långt, vitaktigt, upprätt hår. Honan har breda, vita band på tergit 2 till 4, medan resten av bakkroppen är svarthårig. Tergit 6 är svart i mitten och vit på kanterna, allt utblandat med bruna hår. Hanen har huvudsakligen kort, svart behåring efter första tergiten, men den främre delen av tergit 2 kan ha vit behåring, liksom det kan förekomma vita band på tergit 3, 4 och 5. Arten är ett medelstort bi: Honan har en kroppslängd mellan 13 och 14 mm och en vingbredd på den främre, längre vingen på 9 till 10 mm, medan hanen har en kroppslängd på 10 till 14 mm, och en vingbredd på 8 till 9,5 mm.

## Utbredning
Arten förekommer i västra Nordamerika från södra British Columbia i Kanada över Kalifornien i USA till Baja California i Mexiko; österut når den till Montana, Wyoming, Colorado och New Mexico (förutom ett enstaka fynd i Ohio 2010).

## Ekologi
Eucera edwardsii är polylektisk, den flyger till blommande växter från många familjer, som flockblommiga växter, korgblommiga växter, strävbladiga växter, korsblommiga växter, kaktusväxter, ärtväxter, näveväxter, ripsväxter, malvaväxter, liljeväxter, underblommeväxter, slideväxter, rosväxter och stenbräckeväxter. Arten är ett solitärt (icke samhällsbildande) bi som bygger sina larvbon i marken.